# Петропавлівка (Горлівський район)
Петропа́влівка — село Хрестівської міської громади Горлівського району Донецької області, Україна. Населення становить 952 осіб.

## Загальні відомості
Відстань до райцентру становить близько 16 км і проходить автошляхом місцевого значення.
Землі села межують із територією Бахмутського району та смт Розсипне Торезької міської ради Донецької області.
Унаслідок російської військової агресії Петропавлівка перебуває на території ОРДЛО.

## Населення

### Мова
Розподіл населення за рідною мовою за даними перепису 2001 року:
| Мова       | Кількість | Відсоток |
| ---------- | --------- | -------- |
| російська  | 606       | 63.66%   |
| українська | 336       | 35.29%   |
| білоруська | 4         | 0.42%    |
| вірменська | 4         | 0.42%    |
| румунська  | 2         | 0.21%    |
| Усього     | 952       | 100%     |